# Javier Matilla
Javier Magro Matilla est un footballeur espagnol, né le 16 août 1988 à Tolède en Espagne. Il évolue au poste de  milieu de terrain.

## Palmarès
Betis Séville
- Segunda División : 2015